# Polemon van Athene
Polemon (Oudgrieks: Πολέμων) van Athene (4e / 3e eeuw v.Chr.) was een Griekse filosoof die behoorde tot de Platonische school. 

## Biografie
Hij was hoofd van de Academie van 315 tot ± 270 v.Chr.. Volgens de traditie bekeerde Polemon zich, onder de invloed van een college van zijn voorganger Xenocrates, van een rijke en decadente, spilzieke jongeman tot een ascetische wijsgeer.

## Opvattingen en invloed
Over zijn persoonlijke opvattingen is zo goed als niets bekend, maar hij schijnt als eerste de stelling leven-volgens-de-natuur te hebben verdedigd, en op die manier de ethiek van de Stoa te hebben beïnvloed. Polemon schreef een aantal monografieën, waaruit echter slechts enkele losse notities bewaard zijn gebleven. Zijn voornaamste leerlingen waren Zeno van Citium, Crantor en Crates. Laatstgenoemde  volgde hem op als scholarch.
- Gemeinsame Normdatei: 102403694
- Nationale en Universitaire bibliotheek Zagreb: 000581098
- Virtual International Authority File: 215871530